# Estonio meridional
El  dialecto estonio meridional, denominado también por otros investigadores como idioma estonio meridional  (lõunaeesti kiil, en estonio lõunaeesti keel) es una lengua ugrofinesa cercana al võro que hablan unas 80.000 personas de la región del Báltico, principalmente en Estonia, Letonia, en el noreste de Europa así como en regiones fronterizas de Rusia. Engloba esencialmente las siguientes variantes: võro, tartu, mulgi y seto.
Según la opinión más tradicional de los lingüistas, el estonio meridional sería actualmente una variante dialectal del estonio septentrional, idioma que desde fines del siglo XIX es considerado como estonio estándar. Según otros autores, el estonio meridional pertenece al grupo balto-finés de las lenguas urálicas, es decir sería una lengua urálica independiente. 

## Clasificación
Lenguas ugrofinesas
Rama fino-permia
Grupo fino-volgaico
Grupo sami-finés
Grupo fino-báltico

## Historia

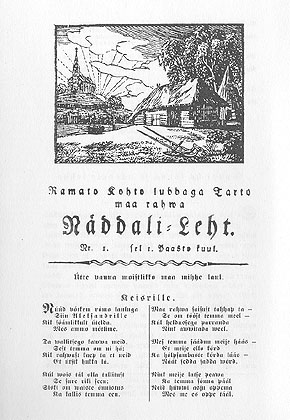
Portada de la primera publicación periódica en estonio meridional

La historia del estonio meridional como lengua escrita comienza con la traducción del Nuevo testamento (Wastne Testament) en 1686, mucho antes de que existiese una traducción al estonio septentrional. El estonio meridional tuvo su época de auge entre los siglos XVII y XIX. La pronunciación estándar se basó en el dialecto que se hablaba en  Tartu de la antigua Livonia y sus alrededores, por aquel tiempo un importante centro cultural del báltico. 
Recién en 1739, con las primeras traducciones de la Biblia al estonio del norte comenzó la paulatina decadencia del estonio meridional. Un golpe adicional fue el previo incendio de Tartu y la deportación completa de la población nativa llevada a efecto por tropas rusas en 1708. 
En 1806 apareció el primer periódico estonio, Tarto-ma rahwa Näddali leht, en estonio meridional.  Alrededor de 1880 la influencia del estonio meridional decayó casi completamente. Sin embargo, Johann Hurt publicó en 1885 en Tartu el libro más importante en võro, a saber, Wastne Wõro keeli ABD raamat («Nuevo ABC de la lengia Võro»).
El movimiento nacional estonio exigió que se permitiera la existencia de una única lengua estonia. El estonio que se habla en la zona norte, se impuso finalmente con su capital Tallin como centro político y económico. A fines del siglo XIX el estonio meridional se encontraba ya completamente marginalizado. Con la proclamación de la República de Estonia en 1918 desapareció prácticamente por completo y se transformó en un dialecto meramente para el lenguaje familiar.

## Estonio meridional en la época actual

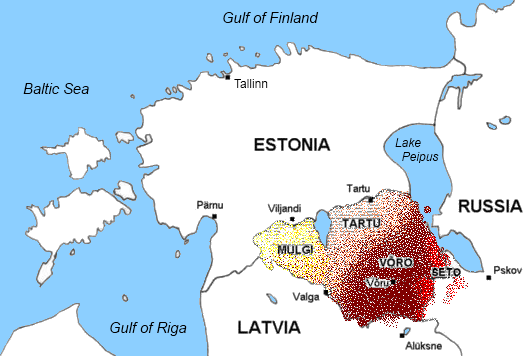
Mapa actual de Estonia y demarcación de la zona meridional

Desde la década de los 80 el estonio meridional experimenta un renacimiento. Hoy en día se ha vuelto a incentivar. Por sobre todo el võro ha ganado fuerza, debido a que se difunde en las escuelas y en los medios regionales. Los intentos de establecer el võro como idioma estándar de estonia meridional están siendo apoyados por organismos del estado de Estonia. También se enseña en la Universidad de Tartu.
El instituto estatal Võru Instituut fundado en 1995 con sede en Võru se dedica a la investigación científica de la lengua y edita un diccionario võro –estonio. La institución depende del Ministerio de Cultura de Estonia. El estado estonio estimula con el programa «Lengua estonio meridional y cultura» (Lõunaeesti keel ja kultuur) el fortalecimiento de la lengua y la cultura de estonia meridional, sobre todo sobre la base del võro. El tartu y el mulgi, en cambio, son lenguas, que al menos en cuatro idiomas escritos se encuentran prácticamente extinguidos. El seto, en tanto elemento de identidad del pueblo de los setos, continúa teniendo alguna importancia.
Entre los autores importantes que actualmente escriben en estonio meridional se cuentan los poetas Mats Traat y Nikolai Baturin (ambos nacidos en 1936). En el Festival de la Canción de Eurovisión 2004 que tuvo lugar en Estambul, la banda musical femenina Neiokõsõ concursó en representación de su país con una canción en estonio meridional.
En épocas muy recientes (desde 2000) se han llevado a cabo estudios mucho más precisos acerca de los contactos entre el estonio y el finés. En una serie de proyectos académicos de investigación en los que colaboraron distintos departamentos de la Universidad de Helsinki se ha logrado reunir gran cantidad de muestras de publicaciones realizadas en las distintas variantes dialectales del estonio meridional que permiten apreciar la influencia del finés. Entre otros proyectos abordados en este contexto, destaca la investigación de las lenguas urálicas minoritarias amenazadas de extinción, con la construcción y sistematización de bases de datos documentales, el establecimiento de un mapa lingüístico prehistórico del norte de Europa, como asimismo el análisis fonológico y antropológico teórico del estonio meridional (este último proyecto dirigido principalmente por Karl Pajusalu y  desarrollado entre los años 2000 y 2003).

## Particularidades del estonio meridional
El estonio meridional se diferencia del estonio estándar en su pronunciación, el orden de las palabras, la sintaxis así como también su vocabulario. 
Algunas de las diferencias son las siguientes:
- La tercera persona del singular en el estonio estándar lleva siempre una -b como terminación. En el estonio meridional se puede construir de dos maneras: con la terminación -s o sin terminación. Aparte de en el võro, la doble conjugación   subsiste únicamente en seto y en carelio.
- Muy característico del estonio meridional es la armonía vocálica, inexistente en el estonio estándar. Aldea se dice, por ejemplo, küla en estonio estándar, y külä en estonio meridional.
- Para construir la negación, la partícula negatival está siempre antes del verbo en el estonio estándar, en el estonio meridional, la mayoría de las veces después del verbo.
- El plural nominativo se construye a través del agregado de una -d en el estonio estándar, mientras que en el estonio meridional se hace a través de una oclusiva glotal, la que se señala con la letra -q. La oclusión glotal hace que el estonio meridional suene más "brusco" en comparación con el estonio del norte.[4]

## Ejemplos comparativos de los idiomas

### Padre Nuestro(Meie Esä) en el antiguo estonio meridional moderno escrito (tartu)
Meie Esä taiwan: pühendetüs saagu sino nimi. Sino riik tulgu. Sino tahtmine sündigu kui taiwan, niida ka maa pääl. Meie päiwälikku leibä anna meile täämbä. Nink anna meile andis meie süü, niida kui ka meie andis anname omile süidläisile. Nink ärä saada meid mitte kiusatuse sisse; enge pästä meid ärä kurjast: Sest sino perält om riik, nink wägi, nink awwustus igäwätses ajas. Aamen.

### Padre Nuestro (Mi Esä) en estonio meridional moderno escrito (võro)
Mi Esä taivan: pühendedüs saaguq sino nimi. Sino riik tulguq. Sino tahtminõ sündkuq, ku taivan, nii ka maa pääl. Mi päävälikku leibä annaq meile täämbä. Nink annaq meile andis mi süüq, nii ku ka mi andis anna umilõ süüdläisile. Ni saatku-i meid joht kiusatusõ sisse, a pästäq meid ärq kur’ast, selle et sino perält om riik ja vägi ni avvustus igävädses aos. Aamõn.

### Padre Nuestro (Meie isa) en estonio moderno estándar
Meie isa, kes Sa oled taevas: pühitsetud olgu Sinu nimi. Sinu riik tulgu. Sinu tahtmine sündigu, nagu taevas nõnda ka maa peal. Meie igapäevast leiba anna meile tänapäev. Ja anna meile andeks meie võlad nagu meiegi andeks anname oma võlglastele. Ja ära saada meid kiusatusse, vaid päästa meid ära kurjast. Sest Sinu päralt on riik ja vägi ja au igavesti. Aamen.